# Айсінгіоро Дзайї
Айсінгіоро Дзайї (кит.: 愛新覺羅·載漪, маньчжурська: ᡯᠠᡳᡳ; 26 серпня 1856 — 10 січня 1923) — китайський державний та політичний діяч часів занепаду імперії Цін. Відомий також як принц Дуань. Був покровителем китайського єдиноборства тайдзіцюаню.

## Життєпис

### Молоді роки
Походив з маньчжурської династії Айсін Ґьоро, з гілки Білого прапору. Був другим сином Їсуна, принца Дуня, який був своєю чергою п'ятим сином імператора Даогуана. Матір'ю Дзайї була знатна маньчжурка Уланґайгімонт. Народився 1856 року. Невдовзі був всиновлений двоюрідним стрийком Їчжі, князем Жуй 2-го рангу, оскільки у того не було синів. 1861 року отримав титул бейле (принца 3-го рангу).
Здобув класичну китайську освіту. Був налаштований консервативно й критично до запозичення будь-яких досягнень європейської цивілізації. Виступав за ізоляцію Китаю та недопущення розвитку в країні капіталістичних відносин.

### Князь Дуань
1894 року отримав титул юнвана (принца 2-го рангу) й титул принца Дуаня. 1898 року підтримав верховну імператрицю Цисі проти реформ імператора Гуансюя. Натомість 1899 року імператриця надала синові Дзайї — Пучжуаню титул принца 1-го рангу, плануючи повалити Гуансюя й зробити Пучжуаня новим імператором. Лише під тиском європейських послів Цисі відмовилася від свого плану.
Невдовзі стає прихильником однієї з груп їгетуанів — Товариства справедливої гармонії (義和團). Він розраховував використати його для ліквідації впливу європейських країн, скасувати нерівноправні угоди та ліквідувати антиманьчжурський рух, яким на початку були їгетуані. Водночас таємно мріяв у випадку успіху повалити імператора й поставити на його місце власного сина.
Принц організував зустріч з Цао Футіанєм, одним з лідерів їгетуанів, з імператрицею Цисі. Невдовзі принц Дуань створив власні збройні сили «Тигр і Божественний корпус», які невдовзі долучилися до загонів їгетуанів. Одним з загонів останніх керував Дзайлань, молодший брат Дзайї, принца Дуаня.
1900 року в розпал успіху повстання їгетуанів принца Дуаня було призначено головою цзунлі-яминя (відомства закордонних справ). В червні того ж року спровокував Цисі на оголошення війни європейським державам. Коли Пекін було захоплено ворожими військами, Дуань разом з імператорським двором втік до Сіаня, де разом з принцом Чжуанєм очолив імператорський уряд.

### Відставка і заслання
1901 року після поразки основних сил їгетуанів та Пекінського корпусу на чолі з Дзайї його було відправлено у відставку. Імператриця Цисі перейшла на бік Альянсу восьми держав, ставши допомагати в боротьбі з їгетуанями. 1902 року князя Дуаня (його було позбавлено посад та чинів) з родиною було довічно заслано до Сіньцзяну.
Втім Дзайї фактично не вирушив до Сіньцзяна, оселившись в Алашані (в Нінся)) в резиденції одного з монгольських ханів. 1911 року після сінхайської революції перебрався до Сіньцзяна. 1917 року після того, як генерал Чжан Сюнь відновив монархію, Дзайї було запрошено до Пекіну. Проте на вимогу європейських послів вимушений перебратися до Нінся, де помер 1923 року.